# Richard Scarry
Richard McClure Scarry (Boston, Massachusetts, 5 juni 1919 – Gstaad, 30 april 1994) was een populaire Amerikaanse kinderboekenschrijver en -illustrator. Hij is met name bekend om zijn verhalen in en rond Druktestad met zijn serie Mijn leuk wereldje, Mijn leuke reis rond de wereld en geïllustreerde woordenboeken en telboeken. De boeken worden bevolkt door antropomorfische dieren. Scarry heeft meer dan 300 boeken geschreven met een totale oplage van meer dan 100 miljoen wereldwijd en deze zijn vertaald in dertig talen.

## Stijl
Scarry's karakters waren vrijwel altijd antropomorfische dieren zoals katten, konijnen, varkens en muizen. Scarry was goed in het geven van menselijke trekjes. Veel van zijn latere illustraties bevatten karakters in traditionele Zwitserse kleding, zoals lederhosen, en architecturaal gezien correcte tekeningen van vakwerkhuizen. Mechanische dingen als de touwen van een zeilboot zijn ook zeer nauwkeurig getekend.
In de jaren tachtig en negentig van de vorige eeuw zijn veel van zijn verhalen omgezet in tekenfilms.  In de periode 1993-1997 werd een tekenfilmserie uitgebracht, De drukke wereld van Richard Scarry, over de belevenissen in Druktestad. In 2007 verscheen een nieuwe animatieserie. 
Boeken die na de dood van Richard Scarry in 1994 zijn herdrukt zijn significant verkort ten opzichte van de oorspronkelijke versies. Bijvoorbeeld in "Mijn Leuk Woordenboek" zijn de delen over schilderen en muziek maken verwijderd. In sommige boeken zijn minder cultuurstereotypen en meer vrouwen aan het werk te zien. In "Mijn Leuk Woordenboek" is de mannelijke beer-groenteman vervangen door een vrouwelijke beer en in het deel over boten en schepen is een indiaan in een kano vervangen door een muis in een roze trui.

### Druktestad
Veel van Scarry's boeken gaan over de beslommeringen Druktestad. In Druktestad zijn veel vakwerkhuizen te zien en er wordt veel gebouwd. Zoals in veel verhalen van Scarry zijn ook hier veel Zwitserse elementen te vinden. Bij het bouwen speelt de uitleg een grote rol. Bijvoorbeeld van een nieuw huis of de aanleg van een nieuwe weg. Zo wordt op een speelse manier uitgelegd wat er allemaal bij komt kijken. Ook bij andere verhalen zoals wanneer een bootreis gemaakt wordt, men in een houtzagerij aan het werk is of de rioolwaterzuivering in bedrijf is, wordt met opengewerkte tekeningen uitleg gegeven over de techniek. De verhalen hebben hierdoor een educatieve functie.
In meerdere verhalen speelt de familie Kat, bestaande uit vader en moeder Kat en hun kind Hukkie, de hoofdrol. Er zijn een aantal terugkerende figuren maar ook bijfiguren die steeds in de tekeningen opduiken. De meest opvallende zijn Wim Worm, Max de muis en een bananen etende baviaan.

### Op reis
Andere verhalen spelen zich in verschillende landen af. Dit zijn de reisverhalen waarbij van het betreffende land iets typerends wordt uitgelegd. Zo ook over Nederland met zijn polders onder zeeniveau en België met zijn binnenvaart. Ook in deze verhalen zijn alleen antropomorfische dieren te zien en soms zijn dit dieren die geassocieerd worden met het betreffende land.

## Persoonlijk leven en familie
Scarry werd geboren in Boston, Massachusetts, waar zijn ouders een winkel hadden. Na het behalen van zijn middelbareschooldiploma ging Scarry naar een handelsschool maar stopte al snel. Hij studeerde daarna aan de School of the Museum of Fine Arts in Boston, waar hij bleef totdat hij moest dienen in het leger tijdens de Tweede Wereldoorlog.
Na de oorlog werkte Scarry voor de grafische afdeling van diverse tijdschriften, voor hij in 1949 een doorbraak in zijn carrière had met Gouden Boekjes.
Scarry's vrouw, Patricia Murphy (1924-1995), was een schrijfster van kindertekstboeken die Richard ontmoette tijdens een samenwerking waar hij illustrator was. In veel van Scarry's latere kinderboeken wordt zijn vrouw als schrijver opgegeven. Ze publiceerde onder de namen Patricia M. Scarry en Patsy Scarry.
In 1972 kochten de Scarry's een chalet in Gstaad, Zwitserland. Hier begon hij zijn studio waar hij veel van zijn tijd doorbracht met het schrijven en tekenen van zijn boeken. Scarry overleed aan een hartaanval in 1994, op 74-jarige leeftijd.
Scarry's tekeningen zijn te vinden in de collectie van de University of Connecticut.
Zijn zoon Richard Scarry Jr. is ook illustrator, die soms werkt onder de naam Huck Scarry, zoals zijn ouders hem noemden. Huck is echter ook de bijnaam van Huckle Cat, een van de meest terugkerende karakters in Druktestad.

## Gedeeltelijke bibliografie
- Aan het werk
- Bij de dieren
- Bij de tijd
- De leukste 1-minuut verhaaltjes
- Eerste kijk- en leesboek
- Groot verhalenboek
- Hoe ziet het eruit?
- In de stad
- Kijk je mee?
- Kijken en lezen met Bam de Beer
- Leer tellen met Wimpie Worm
- Leuke verhaaltjes
- Leuke woordjes
- Leukste sprookjes
- Mijn eerste leesboek
- Mijn eerste woordjes
- Mijn Gouden woordenboek
- Mijn leuk ABC
- Mijn leuk leesboek
- Mijn leuk platenboek
- Mijn leuk Scarryboek
- Mijn leuk schooltje
- Mijn leuk sprookjesboek
- Mijn leuk verhalenboek
- Mijn leuk voorleesboek
- Mijn leuk vroemtuigenboek
- Mijn leuk wereldje
- Mijn leuk woordenboek
- Mijn leuk vertelboek
- Mijn leuke reis rond de wereld
- Op de boerderij
- Op vakantie
- Rollebollebeest
- Woordjes bij leuke plaatjes (verschillende genummerde delen, minstens 5)

## Verhalen op video
- Allerleukste ABC
- Allerleukste Druktestad
- De drukke wereld van Richard Scarry
- Het pratende brood en andere verhalen